# Yingdong (socken i Kina, Guangxi)
Yingdong (kinesiska: 英洞瑶族乡, 英洞) är en socken i Kina. Den ligger i den autonoma regionen Guangxi, i den södra delen av landet, omkring 290 kilometer norr om regionhuvudstaden Nanning.
Genomsnittlig årsnederbörd är 2 014 millimeter. Den regnigaste månaden är juni, med i genomsnitt 412 mm nederbörd, och den torraste är januari, med 66 mm nederbörd.